# Église Saint-Sauveur d'Hastingues
L'église Saint-Sauveur est un lieu de culte catholique de la commune d'Hastingues, dans le département français des Landes.

## Présentation
La première église d'Hastingues est érigée dès 1304, au début des travaux d'aménagement de la bastide. Le clocher de cette église primitive, le plus ancien de la vicomté d'Orthe, aurait ainsi inspiré le style de celui des paroisses avoisinantes (Orthevielle, Port-de-Lanne, Saint-Étienne-d'Orthe, Pey et Bélus). L'église actuelle date de 1899, année de l'achèvement des travaux de la reconstruction de l'édifice sur les fondations mêmes de l'église primitive.

### Chronologie
Un texte de 1756, signé par Monseigneur de Lanne, secrétaire de l'évêque de Dax, dépeint le délabrement général de l'église primitive, alors âgée de quatre siècles et demi. En 1764, le culte est suspendu, car les travaux n'ont toujours pas été réalisés. Au cours d'une délibération, les jurats décident de vendre des terrains vagues de la paroisse afin d'aider le financement d'une première restauration, effectuée en 1765, comme l'atteste la date gravée sur l'arc surbaissé de la porte. Une salle aménagée au-dessus du porche au début du XIXe siècle abrite la mairie et l'école jusqu'en 1867.
En 1894, une deuxième restauration plus complète de l'église est décidée. Les travaux débutent en 1896 sous l'impulsion de l'abbé Lasserre et s'achèvent le 11 juillet 1899. L'église ainsi reconstruite conserve l'ornementation et l'ordonnancement de l'église primitive, c'est-à-dire une nef centrale encadrée par deux collatéraux. Les 47 supports de décoration ont pour thème commun la palmette, stylisation du palmier, arbre symbolisant la lumière, à laquelle l'église est vouée.

### Sépultures
Les première familles installées dans la bastide en 1306 disposent d'une sépulture à l'intérieur de l'église. Les nouveaux habitants disposent par la suite d'un cimetière qui entoure l'église. La durée de vie moyenne des paroissiens est à l'époque de 36 ans.
En 1814, sur l'ordre du maréchal d'Empire Soult, trois canons sont disposés dans le cimetière pour défendre la plaine en contrebas et freiner l'avancée des troupes espagnoles et anglaises. Six cents soldats de l'armée napoléonienne et leurs chevaux vivent ainsi pendant huit mois dans la commune, logés et nourris par l'habitant. Le village en ressort durablement appauvri. À la suite d'une épidémie de choléra en 1855, le cimetière qui entourait l'église est définitivement déplacé hors des murs de la bastide. Lors de la restauration de la fin du XIXe siècle, les pierres tombales qui pavaient l'intérieur de l'église sont retirées pour être remplacées par un carrelage.

## Galerie

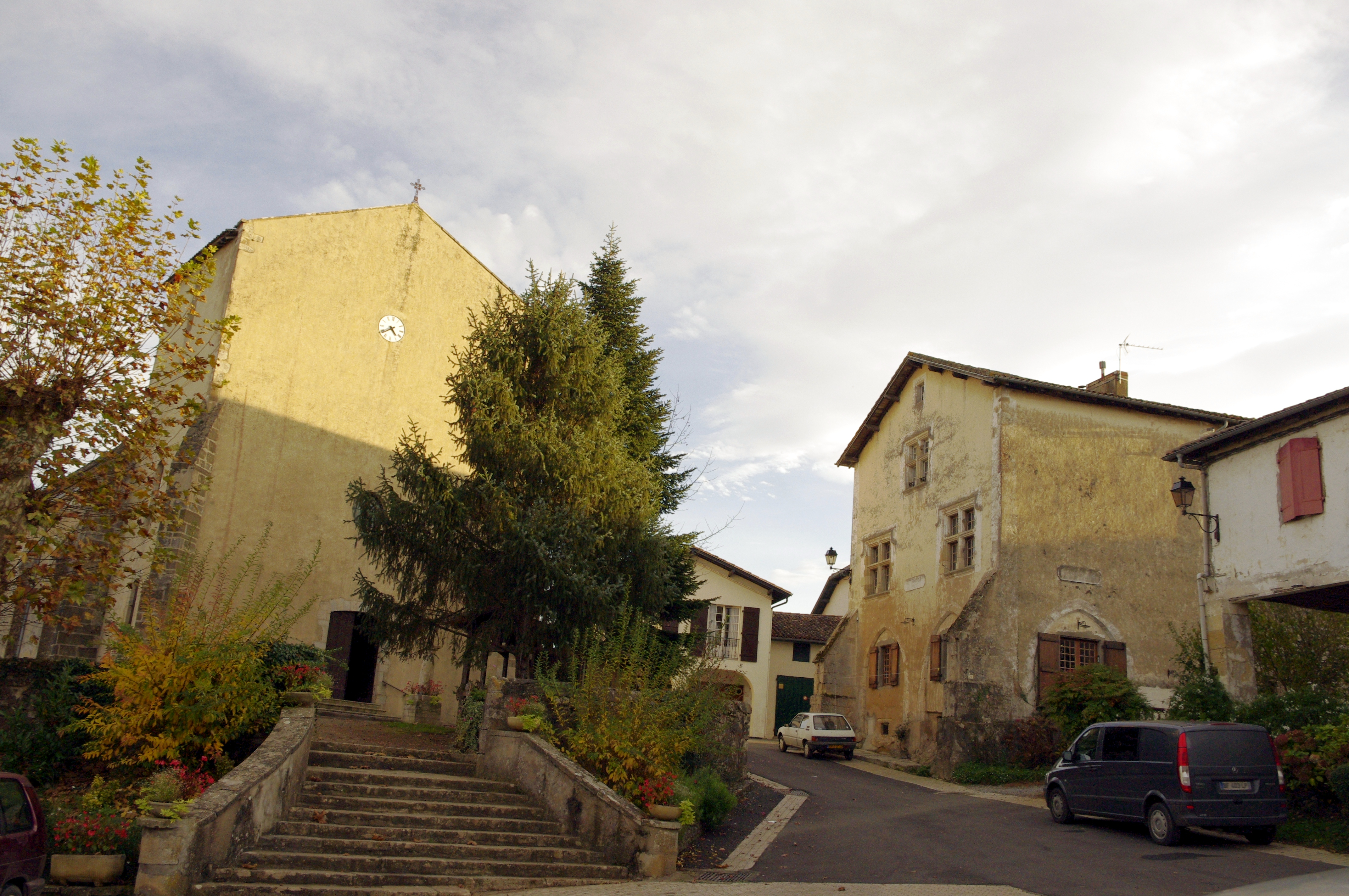
Clocher-porche de l'église et la Maison des Jurats
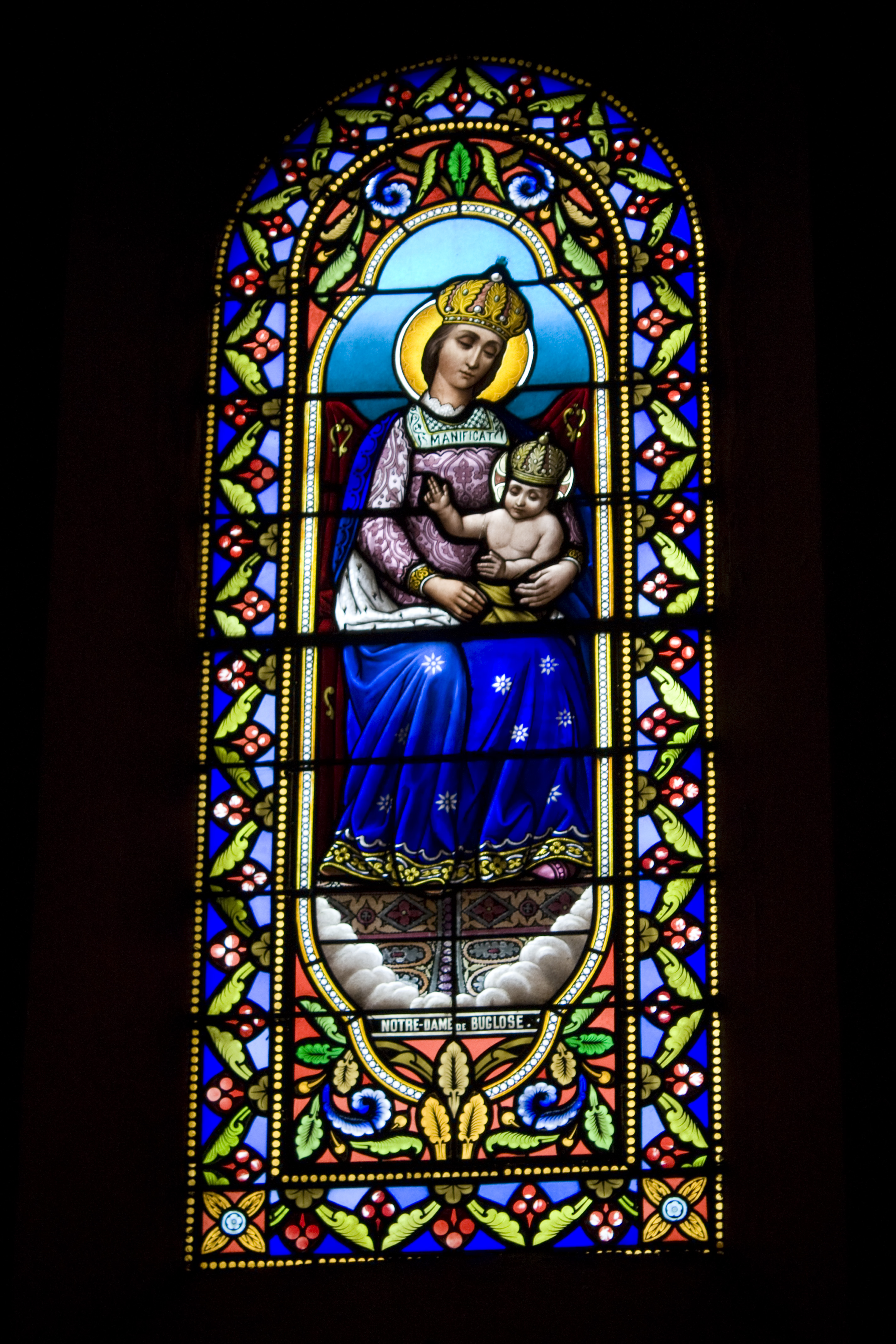
Vitrail de l'église